# Gal
Gal je moško osebno ime.

## Izvor imena
Ime Gal izhaja iz latinskega imena Gallus z nekdanjim pomenom »prebivalec Galije«.

## Različice imena
- ženska oblika imena:Gala

## Tujejezikovne oblike imena
- pri Italijanih: Gallo
- pri Poljakih: Gaweł

## Pogostost imena
Po podatkih Statističnega urada Republike Slovenije je bilo na dan 31. decembra 2007 v Sloveniji število moških oseb z imenom Gal: 1.022. Med vsemi moškimi imeni pa je ime Gal po pogostosti uporabe uvrščeno na 162. mesto.

## Osebni praznik
V koledarju je ime Gal zapisano 16. oktobra (Gal, irski misijonar, † 16. okt. 646).

## Priimki nastali iz imena Gal
Iz imena Gal so nastali priimki: Gal, Gale, Galle, Galič, Galičič, Galovec, Galovic, Galovič, Galli, Gales, Galeš, Gole, Golej, Golc, Golec, Golič, Goličič, Goleš, Golež, Govc, Govže, Govšič, Golja, Golje, Goljas.